# قائمة السود الفائزين والمرشحين بجائزة الأوسكار

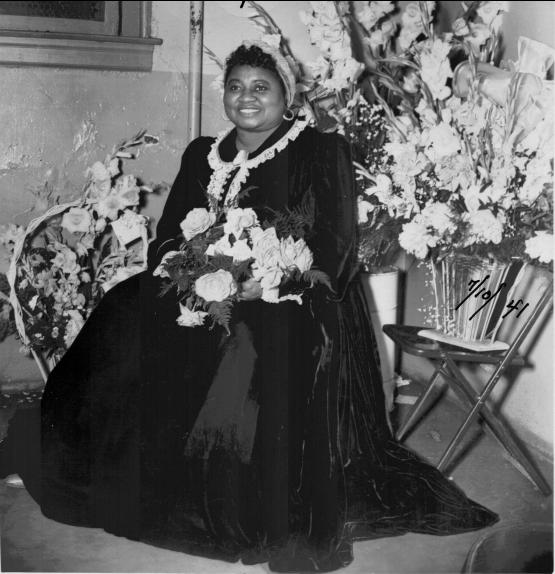
هاتي ماكدانيال كانت أول أمريكية أفريقية تفوز جائزة الأوسكار, في 1939.

منذ أن بدأت أكاديمية الفنون والعلوم السينمائية في الاحتفال بالتميز في السينما عام 1927، تم ترشيح أقل من 200 من المبدعين السود في جميع الفئات.
من بين ألاف الفرص المتاحة من الجوائز غير التمثيلية على مدار الأعوام الفائتة، فاز فقط 23 مرشحًا أسودًا. في حين أن هناك قناعة لوجود اختلال عنصري، فإن الأرقام تحكي قصة أكثر إثارة، في تاريخ الأكاديمية البالغ 89 عامًا، تم منح 39 جائزة أوسكار فقط لممثلي وممثلات السود.
في 15 يناير 2015، ظهرة على مواقع التواصل الاجتماعي حملت عنوان #OscarsSoWhite (أوسكار شديد البياض) مباشرة بعد الإعلان عن ترشيحات أوسكار 2015، من قبل المدون أبريل رين. وذلك على خلفية ترشيحات الأوسكار لعام 2015 شيء لاحظه الكثيرون بسرعة وهو أن الغالبية العظمى من المرشحين من البيض، وتجلت تأثيراته الحملة التي قادها مجموعة كبيرة من الفنانين السود لمقاطعة حفل توزيع جوائز الأوسكار تضامناً مع الحملة الشعبية الضخمة على مواقع التواصل الاجتماعي عام الماضي، متبنيّةً ادعاءً بوجود تمييز عنصري كبير في نتائج المرشحين النهائيين لجوائز التمثيل الأربعة (أفضل ممثل وممثلة بدور رئيس وأفضل ممثل وممثلة بدور مساعد) باعتبارها استثنت الأمريكيين من أصل أفريقي للعام الثاني على التوالي من تلك الفئات.
باتت الحقيقة الأكثر إزعاجاً تتعلق بالبنية الأساسية للأكاديمية؛ فحوالي 94% من أعضائها هم من الذكور أصحاب البشرة البيضاء، لكن وبناء على الضجة التي أثارتها حملة (أوسكار شديد البياض) العام الماضي قررت الأكاديمية في بيان لها تعديل شروط العضوية لديها بهدف الزيادة من معدل التنوع فيها. هدف هذا الإعلان -بالأساس- إلى زيادة عدد النساء، وعدد الأمريكيين من أصل أفريقي في مقاعدها في خطة تكتمل بحلول عام 2020، وجاء في البيان «ستقوم الأكاديمية بالمبادرة، ولن تنتظر روّاد هذه الصناعة كي يلحقوا بها» مشيرة إلى أن هذه التدابير الجديدة تهدف إلى إحداث التأثير الفوري واللازم؛ من أجل تحسين ظروف الإدارة والتصويت لديها، وبهذا نجحت الحملة في لفت أنظار صناع القرار لدى الأكاديمية من أجل الانتباه والاعتراف بوجود مشكلة حقيقية لديهم.
أكدت فيولا ديفيس ممثلة وناشطة أمريكية في خطاب قبول جوائز إيمي الشهير لعام 2015، فإن المشاكل تكمن في قلة الفرص. والأمور تتغير: ساهمت مبادرات التنوع في الأكاديمية في توسيع عضويتها، ودعت دراسات مثل مبادرة التضمين السنوية لمبادرة جامعة جنوب كاليفورنيا أننبرغ الصناعة إلى التنبه إلى أن انعدام التنوع يمثل قضية بعيدة المدى. وهي مؤسسة فكرية رائدة في العالم تدرس التنوع والاندماج في الترفيه من خلال الأبحاث الأصلية والمشاريع التي ترعاها. بالإضافة إلى البحث، تقوم مبادرة تضمين أننبرغ بتطوير حلول مستهدفة قائمة على الأبحاث لمعالجة عدم المساواة. تعمل مبادرة تضمين أننبرغ في ثلاثة مجالات رئيسية:
- البحث: يستخدم البحوث المستندة إلى البيانات والبحوث القائمة على النظرية لتقديم نظرة ثاقبة والأدلة للصناعات على حيث هناك حاجة إلى التنوع وكيفية تحقيق ذلك
- الدعوة: موجودة لتعزيز الإدماج وإعطاء صوت للمجموعات المحرومة أو المهمشة
- الإجراء: يقدم إجراءات بسيطة لحلول معقدة لتسهيل التغيير الاجتماعي على مستوى الطلاب والصناعة والمجتمع

بعد عامين على التوالي من الجدل #OscarsSoWhite، احتضنت الأكاديمية السينمائية التنوع مع 2017 حفل توزيع جوائز الأوسكار، والذي كان خمسة الفنانين السود بين الفائزين في تلك السنة. في حفل توزيع جوائز الأوسكار لعام 2019، هناك 15 مرشحًا أسودًا من إجمالي 212 (ثاني أكبر عدد في التاريخ، بوجود 18 مرشحًا عام 2017).

## قائمة أفضل ممثل في دور رئيسي
| جائزة الأوسكار لأفضل ممثل |                  |                                |                    |        | |
| عام                       | الاسم            | الفيلم                         | الدور              | الحالة | الإنجاز |
| 1958                      | سيدني بواتييه    | المتحديان                      | نوه كولين          | رُشِّح    | أول ممثل أسود يتم ترشيحه لجائزة أفضل ممثل. |
| 1963                      | سيدني بواتييه    | زنابق الحقل                    | هومير سميث         | فوز    | أول رجل أسود يفوز بجائزة الأوسكار. أول باهامي يفوز بجائزة أفضل ممثل. أول ممثل أسود يحصل على ترشيحين اثنين (أفضل ممثل). أصغر ممثل أسود يفوز بجائزة أفضل ممثل (37 عامًا). |
| 1970                      | جيمس إيرل جونز   | الأمل الأبيض الكبير            | جاك جيفرسون        | رُشِّح    | |
| 1972                      | باول وينفيلد     | ساوندر                         | ناثان لي مورغان    | رُشِّح    | أول فيلم يعرض مرشحين أميركيين من أصول إفريقية لأفضل ممثل وأفضل ممثلة. |
| 1986                      | ديكستر غوردون    | حوالي منتصف الليل              | ديل تيرنر          | رُشِّح    | أول موسيقي للجاز يتم ترشيحه لأفضل ممثل. |
| 1989                      | مورغان فريمان    | توصيل الآنسة دايزي             | هوك كولبورن        | رُشِّح    | |
| 1992                      | دنزل واشنطن      | مالكوم إكس                     | مالكوم إكس         | رُشِّح    | |
| 1993                      | لورنس فيشبورن    | ماذا يمكن للحب ليفعله حيال ذلك | إيك تورنر          | رُشِّح    | ثاني فيلم يعرض مرشحين أمريكيين من أصل أفريقي لأفضل ممثل وأفضل ممثلة. |
| 1994                      | مورغان فريمان    | الخلاص من شاوشانك              | إليس "ريد" ريدنج   | رُشِّح    | |
| 1999                      | دنزل واشنطن      | الإعصار                        | روبن كارتر         | رُشِّح    | |
| 2001                      | دنزل واشنطن      | يوم التدريب                    | ألونزو هاريس       | فوز    | ثاني ممثل أمريكي من أصل أفريقي يحصل على جائزة أفضل ممثل. المرة الأولى التي فاز فيها ممثلين من أصل إفريقي بجائزة الأوسكار في دور رئيسي في نفس العام (هالي بيري، كرة الوحش). أول ممثل أمريكي من أصل أفريقي يفوز بجوائز أكاديمية متعددة. أول ممثل أمريكي من أصل أفريقي يفوز بجوائز الأوسكار في كلتا فئتي التمثيل (رئيسي ومساند). |
| 2001                      | ويل سميث         | علي                            | محمد علي           | رُشِّح    | المرة الأولى التي يلقى فيها ممثلون أمريكيون من أصول إفريقية ترشيحات متعددة لجائزة أفضل ممثل. |
| 2004                      | جيمي فوكس        | راي                            | ري تشارلز          | فوز    | أول ممثل أمريكي من أصل أفريقي يحصل على ترشيحين اثنين في نفس العام. |
| 2004                      | دون شيدل         | فندق رواندا                    | باول روسيساباجينا  | رُشِّح    | |
| 2005                      | تيرينس هوارد     | احتيال وانسياب                 | دي جاي             | رُشِّح    | |
| 2006                      | فورست ويتكر      | آخر ملوك اسكتلندا              | عيدي أمين          | فوز    | |
| 2006                      | ويل سميث         | السعي للسعادة                  | كريس غاردنر        | رُشِّح    | |
| 2009                      | مورغان فريمان    | الذي لا يقهر                   | نيلسون مانديلا     | رُشِّح    | |
| 2012                      | دنزل واشنطن      | رحلة طيران                     | وليام "ويب" ويتاكر | رُشِّح    | |
| 2013                      | شيواتال إيجيوفور | 12 سنة من العبودية             | سولمون نورثوب      | رُشِّح    | أول ممثل بريطاني أسود يتم ترشيحه لأفضل ممثل.. |
| 2016                      | دنزل واشنطن      | أسوار                          | تروي ماكسسون       | رُشِّح    | |
| 2017                      | دنزل واشنطن      | رومان جي إسرائيل               | رومان إسرائيل      | رُشِّح    | نال دينزل واشنطن أكبر عدد من الترشيحات لممثل أمريكي من أصل أفريقي: أفضل ممثل (6 ترشيحات) وأفضل ممثل مساعد (ترشيحتان). أول ممثل أمريكي من أصل أفريقي يتم ترشيحه لمدة عامين على التوالي. |
| 2017                      | دانييل كالويا    | اخرج                           | كريس واشنطن        | رُشِّح    | ثاني ممثل بريطاني أسود رشح لجائزة أفضل ممثل |
| 2020                      | تشادويك بوسمان   | قاع ما ريني الأسود             | ليفي جرين          | رُشِّح    | أول ممثل أمريكي من أصل أفريقي يحصل على ترشيح بعد وفاته. ثالث فيلم يعرض مرشحين أمريكيين من أصل أفريقي لأفضل ممثل وأفضل ممثلة. |

## أفضل ممثلة في دور رئيسي
| جائزة الأوسكار لأفضل ممثلة |                  |                                |                      |        | |
| عام                        | الاسم            | الفيلم                         | الدور                | الحالة | الإنجاز |
| 1954                       | دورثي داندريج    | كارمن جونز                     | كارمن جونز           | رُشِّح    | أول ممثلة أمريكية من أصل أفريقية يتم ترشيحها لأفضل ممثلة. |
| 1972                       | ديانا روس        | سيدة تغني البلوز               | بيلي هوليدي          | رُشِّح    | أول ممثلة أميركية من أصل أفريقي تحصل على ترشيح لجائزة الأوسكار لأداء فيلم لاول مرة. المرة الأولى التي تلقت فيها عدة ممثلات من أصل إفريقي ترشيحات أفضل ممثلة.                                                         |
| 1972                       | سيسلي تايسون     | ساوندر                         | ريبيكا مورغان        | رُشِّح    | أول فيلم يعرض مرشحين أميركيين من أصول إفريقية لأفضل ممثل وأفضل ممثلة. المرة الأولى التي تلقت فيها عدة ممثلات من أصل إفريقي ترشيحات أفضل ممثلة.                                                                       |
| 1974                       | دياهان كارول     | كلودين                         | كلودين               | رُشِّح    | |
| 1985                       | ووبي غولدبرغ     | اللون الأرجواني                | سيلي جونسون          | رُشِّح    | المرة الأولى التي تلقت فيها عدة ممثلات من أصول إفريقية ترشيحات للفيلم نفسه. |
| 1993                       | أنجيلا باسيت     | ماذا يمكن للحب ليفعله حيال ذلك | تينا ترنر            | رُشِّح    | الفيلم الثاني الذي يعرض المرشحين الأمريكيين من أصل أفريقي لأفضل ممثل وأفضل ممثلة. |
| 2001                       | هالي بيري        | كرة الوحش                      | ليتيسيا موسغروف      | فوز    | أول ممثلة أميركية من أصل أفريقي تفوز بجائزة أفضل ممثلة. المرة الأولى التي فاز فيها ممثلان من أصل إفريقي في دور الأوسكار في نفس العام (دينزل واشنطن، يوم التدريب).                                                    |
| 2009                       | جابوري سيديبي    | ثمينة                          | كليريس "بريشيس" جونز | رُشِّح    | الفيلم الثاني الذي يشهد مرشحين أمريكيين من أصل أفريقي لأفضل ممثلة وأفضل ممثلة مساعدة. ثاني ممثلة أميركية من أصل أفريقي تحصل على ترشيح لجائزة الأوسكار لأدائها الأول.                                                 |
| 2011                       | فيولا ديفيس      | المساعدة                       | أيبلين كلارك         | رُشِّح    | ثالث فيلم يعرض أسماء المرشحين الأميركيين من أصول إفريقية لكل من أفضل ممثلة وممثلة مساندة. |
| 2012                       | كوفينزانيه واليس | وحوش البرية الجنوبية           | هوشبوبي              | رُشِّح    | أصغر من أي وقت مضى مرشح أفضل ممثلة (في عمر 9). الممثلة الإفريقية الأمريكية الثالثة التي حصلت على ترشيح لجائزة الأوسكار لأداء فيلم لاول مرة. أول شخص من مولود القرن الحادي والعشرين للحصول على ترشيح لجائزة الأوسكار. |
| 2016                       | روث نيجا         | لافينغ                         | ميلدريد لافينغ       | رُشِّح    | أول ممثلة أيرلندية سوداء يتم ترشيحها. أول ممثلة إفريقية سوداء (إثيوبيا) يتم ترشحها عن دور رئيسي. |

## أفضل ممثل في دور مساند
| جائزة الأوسكار لأفضل ممثل مساعد |                   |                    |                          |        | |
| عام                             | الاسم             | الفيلم             | الدور                    | الحالة | الإنجاز |
| 1969                            | روبرت كروس        | الغواصين           | نيد                      | رُشِّح    | أول ممثل أمريكي من أصل أفريقي يتم ترشيحه لأفضل ممثل مساعد. |
| 1981                            | هوارد رولينز      | راغتايم            | كولهاوس ووكر جونيور.     | رُشِّح    | |
| 1982                            | لويس جوست جونيور  | ضابط ورجل نبيل     | رقيب المدفعية إميل فولي  | فوز    | أول ممثل أمريكي من أصل أفريقي يفوز بجائزة أفضل ممثل مساعد. |
| 1984                            | أدولف سيزر        | قصة جندي           | الرقيب. واترز            | رُشِّح    | |
| 1987                            | مورغان فريمان     | ستريت سمارت        | فاست بلاك                | رُشِّح    | المرة الأولى التي يتم فيها ترشيحات متعددة لممثلون أمريكيون من أصول إفريقية لأفضل ممثل مساعد. |
| 1987                            | دنزل واشنطن       | صرخة الحرية        | ستيف بيكو                | رُشِّح    | المرة الأولى التي يتم فيها ترشيحات متعددة لممثلون أمريكيون من أصول إفريقية لأفضل ممثل مساعد. |
| 1989                            | دنزل واشنطن       | المجد              | الجندي. تريب             | فوز    | أول ممثل أمريكي من أصل أفريقي يحصل على ترشيحين لأفضل ممثل مساعد. |
| 1992                            | جاي دافيدسون      | لعبة البكاء        | ديل                      | رُشِّح    | أول ممثل أسود يحصل على ترشيح لجائزة الأوسكار عن أداء فيلم لاول مرة. أصغر ممثل أسود يحصل على ترشيح لجائزة الأوسكار (24 عامًا) أول ممثل بريطاني أسود يحصل على ترشيح لجائزة الأوسكار. |
| 1994                            | صامويل جاكسون     | خيال رخيص          | جول وينفيلد              | رُشِّح    | |
| 1996                            | كوبا غودينغ جونير | جيري ماغواير       | رود تيدويل               | فوز    | أصغر ممثل أمريكي من أصل أفريقي يفوز بجائزة الأوسكار (29 عامًا). |
| 1999                            | مايكل كلارك دانكن | الميل الأخضر       | جون كوفي                 | رُشِّح    | |
| 2003                            | دجيمون هونسو      | في أمريكا          | ماتيو                    | رُشِّح    | أول ممثل أسود من مواليد إفريقيا (خاصة من بنين) يحصل على ترشيح لجائزة الأوسكار. |
| 2004                            | مورغان فريمان     | فتاة المليون دولار | إدي "خردة الحديد" دوبريس | فوز    | أكبر ممثل أمريكي من أصل أفريقي يفوز بجائزة الأوسكار (67 عامًا). |
| 2004                            | جيمي فوكس         | جانبية             | ماكس                     | رُشِّح    | أول أمريكي من أصل أفريقي يحصل على ترشيحين في نفس العام. |
| 2006                            | دجيمون هونسو      | الألماس الدموي     | سليمان فاندي             | رُشِّح    | |
| 2006                            | إيدي ميرفي        | فتيات الحلم        | جيمس "الرعد" أيرلي       | رُشِّح    | أول فيلم يعرض مرشحين أميركيين من أصل أفريقي لأفضل ممثل مساعد وأفضل ممثلة مساعدة. |
| 2013                            | برخد عبدي         | القبطان فيليبس     | عبد الولي موسى           | رُشِّح    | ثاني ممثل أسود من مواليد إفريقيا (خاصة في الصومال) يحصل على ترشيح لجائزة الأوسكار ثاني ممثل أسود يحصل على ترشيح لجائزة الأوسكار لأداء لاول مرة. |
| 2016                            | ماهرشالا علي      | ضوء القمر          | خوان                     | فوز    | ثاني فيلم يبرز مرشحين سود لكل من أفضل ممثل مساعد وأفضل ممثلة مساعدة. أول ممثل مسلم يفوز بجائزة الأوسكار. المرة الأولى التي فاز فيها ممثلان من أصل إفريقي بأدوار مساندة الأوسكار في نفس العام (فيولا ديفيس ، في فيلم الأسوار).                                                          |
| 2018                            | ماهرشالا علي      | الكتاب الأخضر      | دون شيرلي                | فوز    | في المرة الثانية، فاز ممثلان من أصل إفريقي بأدوار مساندة في حفل توزيع جوائز الأوسكار في نفس العام (مع ريجينا كينغ ، في فيلم لو استطاع شارع بيل التحدث). أول ممثل أمريكي من أصل أفريقي يفوز بجائزة الأوسكار في الفئة نفسها. ثاني ممثل أمريكي من أصل أفريقي يفوز بجوائز أكاديمية متعددة. |